# Tabiate bijan
Pour plus de détails, voir Fiche technique et Distribution.
Tabiate bijan (طبیعت بی‌جان) est un film iranien réalisé par Sohrab Shahid Saless, sorti en 1974.

## Synopsis
Le film suit la vie de Mohammad Sardari, un aiguilleur ferroviaire qui vit avec sa femme et son fils soldat près de la voie ferrée et va bientôt prendre sa retraite.

## Fiche technique
- Titre : Tabiate bijan
- Titre original : طبیعت بی‌جان
- Réalisation : Sohrab Shahid Saless
- Scénario : Sohrab Shahid Saless
- Photographie : Houshang Baharlou
- Montage : Rouhollah Emami
- Production : Parviz Sayyad
- Société de production : Kanoon-E Sinamagran-E Pishro, New Film Group and Telefilm et Telfilm
- Pays :  Iran
- Genre : Drame
- Durée : 93 minutes
- Dates de sortie : 
  -  Allemagne : juin 1974 (Berlinale)

## Distribution
- Zadour Bonyadi : Mohamad Sardari
- Mohammed Kani
- Hedayatollah Navid
- Hibibollah Safarian
- Habib Safaryan
- Zahra Yazdani : la femme du vieil homme

## Distinctions
Le film a été présenté en sélection officielle en compétition lors de la Berlinale 1974.